# 푸른꿈고등학교
푸른꿈고등학교(푸른꿈高等學校)는 대한민국 전북특별자치도 무주군 안성면 진도리에 있는 사립 고등학교이다.

## 학교 연혁
- 1998년 5월 15일 : 법인설립 인가 및 학교설립 가인가, 제1대 이사장 김상근 취임
- 1998년 11월 7일 : 학교설립 인가 획득
- 1999년 3월 3일 : 개교식 및 제1회 입학식, 제1대 김경남 교장 취임
- 2000년 4월 5일 : 남학생 생활관 준공
- 2001년 4월 5일 : 특별교실 및 도서관 준공
- 2002년 2월 16일 : 제1회 졸업식(16명)
- 2004년 5월 12일 : 신 교과교실(정수관) 및 여학생 생활관 준공
- 2007년 3월 1일 : 학급 증설(학년당 2학급 40명)
- 2011년 11월 25일 : 실내 체육관 준공
- 2013년 3월 20일 : 시청각실 준공
- 2014년 6월 25일 : 제3대 김정욱 이사장 취임
- 2023년 7월 1일 : 제8대 박정희 교장 취임
- 2023년 12월 29일 : 제23회 졸업식(20명, 총 졸업생수 683명)

## 참고 자료
- 푸른꿈고등학교 - 한국교육학술정보원 학교알리미